# هنري جي. بي. وودز
هنري جي. بي. وودز هو سياسي كندي، ولد في 20 أكتوبر 1842، وتوفي في 1 سبتمبر 1914.